# Pseudohyaleucerea reducta
Pseudohyaleucerea reducta là một loài bướm đêm thuộc phân họ Arctiinae, họ Erebidae.